# Ⱡ
Ⱡ, ⱡ (L с двойной перекладиной) — буква расширенной латиницы. Используется в языках кутенай, мелпа и нии. В языке кутенай обозначала звук [ɬ].